# The Velvelettes
The Velvelettes waren eine Girlgroup, die dem Soul zugerechnet wird. Sie wurde in den 1960er Jahren durch einige kleinere Hits bekannt, die auf dem Plattenlabel Motown erschienen.

## Geschichte
Die Band wurde 1961 auf der Western Michigan University in Kalamazoo von Carolyn und Milly Gill, Bertha und Norma Barbee, sowie Betty Kelly gegründet. Sie begannen zunächst in Clubs und auf Partys zu spielen und bekamen dann einen Plattenvertrag bei IPG Records, wo sie ihre erste Single There He Goes aufnahmen. Sie floppte zwar, doch wurde durch sie ein Angestellter Motowns auf die Velvelettes aufmerksam, die schon bald bei dem legendären Detroiter Label unterschrieben.
Dort sangen sie zunächst nur Backing Vocals für andere Girlgroups der Plattenfirma, darunter die Supremes, Martha & the Vandellas und die Marvelettes. Erst 1963 begannen sie eigene Aufnahmen zu machen, mit Norman Whitfield als Produzenten. Needle in the Haystack scheiterte 1964 nur knapp an den Top 40 der amerikanischen Pop-Charts und nur wenig später wurde die Folgesingle He Was Really Sayin' Somethin' veröffentlicht, die 1965 immerhin eine #64 machte.
Inzwischen hatte Betty Kelly die Velvelettes verlassen, um zu Martha & the Vandellas zu wechseln, und die Band hatte mit den Aufnahmen zu einem ganzen Album begonnen. Doch kam es zu Uneinigkeiten zwischen den Sängerinnen in Sachen Repertoire und Genre und als Folge dessen zu einer Reihe von Besetzungswechseln. Motown veröffentlichte in dieser Zeit zwei Singles der Velvelettes; Lonely Lonely Girl Am I und A Bird in the Hand. Beide floppten, woraufhin sich das Label weigerte das Debütalbum der Band zu veröffentlichen.
1966 kam mit These Things Will Keep Me Loving You ein letztes Mal eine Single der Velvelettes in untere Regionen der R&B-Charts. Die Band begann nun wieder in erster Linie bei Aufnahmen anderer Interpreten die Backing Vocals beizusteuern, bis sie sich 1969 trennte. Sandra Tilley, ein späteres Mitglied der Velevelettes, folgte dem Beispiel Kellys und schloss sich Martha & the Vandellas an. 1971 kam These Things Will Keep Me Loving You dann in Großbritannien auf Platz 34 der Pop-Charts. 1984 erfolgte eine Reunion der Band durch Carolyn und Milly Gill, sowie Bertha und Norma Barbee, aus der sogar ein ganzes Album (One Door Closes) hervorging.

## Diskografie

### Alben
- 1966: The Velvelettes
- 1984: One Door Closes
- 1996: Best of the Velvelettes
- 1999: The Very Best of the Velvelettes
- 2004: Motown Anthology

### Singles
| Jahr | Titel                                  | Höchstplatzierung, Gesamtwochen, AuszeichnungChartplatzierungen (Jahr, Titel, Platzierungen, Wochen, Auszeichnungen, Anmerkungen) | Höchstplatzierung, Gesamtwochen, AuszeichnungChartplatzierungen (Jahr, Titel, Platzierungen, Wochen, Auszeichnungen, Anmerkungen) | Höchstplatzierung, Gesamtwochen, AuszeichnungChartplatzierungen (Jahr, Titel, Platzierungen, Wochen, Auszeichnungen, Anmerkungen) | Anmerkungen                   |
| Jahr | Titel                                  | UK | US | R&B | Anmerkungen                   |
| ---- | -------------------------------------- | --- | --- | --- | ----------------------------- |
| 1964 | Needle in a Haystack –                 | UK— SilberUK | US45 (8 Wo.)US | R&B31 (7 Wo.)R&B |                               |
| 1965 | He Was Really Sayin’ Somethin’ –       | — | US64 (6 Wo.)US | R&B21 (8 Wo.)R&B |                               |
| 1966 | These Things Will Keep Me Loving You – | UK34 (7 Wo.)UK | — | R&B43 (3 Wo.)R&B | Charteinstieg in UK erst 1971 |

grau schraffiert: keine Chartdaten aus diesem Jahr verfügbar
Weitere Singles
- 1963: There He Goes
- 1965: Lonely Lonely Girl Am I
- 1965: A Bird in the Hand (Is Worth Two in the Bush)